# Nonostante tutto (Gemitaiz)
Nonostante tutto è il secondo album in studio del rapper italiano Gemitaiz, pubblicato il 22 gennaio 2016 dalla Tanta Roba.

## Descrizione
Composto da sedici brani, l'album è stato anticipato a luglio dal singolo Bene ed è stato certificato disco d'oro dalla FIMI dopo appena due settimane dalla sua pubblicazione.
Il 4 novembre dello stesso anno l'album è stato ripubblicato con il sottotitolo Reloaded e comprensivo di un secondo CD contenente inediti, remix e l'intero concerto tenuto dal rapper al Carroponte di Sesto San Giovanni il 1º settembre.

## Tracce
1. Intro – 2:39
2. Bene – 3:57
3. Scusa – 4:06
4. Cambio le regole – 3:46
5. Fammi fuori (feat. Fabri Fibra) – 2:38
6. Forte – 3:27
7. N.F.C.N.B. (feat. Dope D.O.D.) – 3:19
8. Quando vuoi – 4:05
9. Nonostante tutto – 3:20
10. Preso male (feat. MadMan) – 3:56
11. Non lo so – 3:25
12. Ce l'hanno con me (feat. Gué Pequeno) – 3:43
13. Niente per me – 3:15
14. È inutile – 3:06
15. Non me ne vado (feat. Emis Killa) – 3:06
16. Domani – 3:45

Inediti, rarità, Live e Remix – CD bonus nell'edizione Reloaded
1. Coma (feat. Victor Kwality) – 4:03
2. Giù (resto qua) – 3:12
3. Rap Doom – 3:01
4. Fabio Volo – 3:22
5. Hangover – 4:10
6. Intro (Live 2016) – 4:17
7. Scusa (Live 2016) – 4:05
8. Cambio le regole (Live 2016) – 4:24
9. N.F.C.N.B. + Haterproof 2 Hardversion (Live 2016) – 2:56
10. Niente per me (Live 2016) – 4:02
11. Nonostante tutto (Live 2016) – 3:40
12. Bene (Live 2016) – 4:01
13. Non lo so (Live 2016) – 3:49
14. La pula bussò 2016 (w/ Fabri Fibra) (Live 2016) – 3:29
15. King's Supreme (a cappella) (Live 2016) – 0:59 – presente nell'edizione digitale
16. Domani (Live 2016) – 4:09
17. Black Mirror (w/ MadMan) (Live 2016) – 3:59 – presente nell'edizione digitale
18. Preso male (w/ MadMan) (Live 2016) – 4:02
19. Instagrammo (w/ MadMan) (Live 2016) – 5:01
20. Pistorius (w/ MadMan) (Live 2016) – 5:10 – presente nell'edizione digitale
21. Rap Doom (Live 2016) – 2:54 – presente nell'edizione digitale
22. Scusa (Sine Remix) – 3:32
23. Nonostante tutto (Stabber Remix) – 3:59

## Formazione
Musicisti
- Gemitaiz – voce
- Fabri Fibra – voce aggiuntiva (traccia 5)
- Dope D.O.D. – voci aggiuntive (traccia 7)
- MadMan – voce aggiuntiva (traccia 10)
- Gué Pequeno – voce aggiuntiva (traccia 12)
- Emis Killa – voce aggiuntiva (traccia 15)

## Classifiche
| Classifica (2016) | Posizione massima |
| ----------------- | ----------------- |
| Italia            | 1                 |